# منک (شهر اتریش)
منک (به آلمانی: Mank) یک شهر در اتریش است که در ناحیه ملک واقع شده‌است. منک ۳٬۰۴۰ نفر جمعیت دارد.

## خواهرخوانده
شهر رودا شلوسکا خواهرخواندهٔ منک (شهر اتریش) هست.